# Jerusalem (filme)
Jerusalem é um filme de drama sueco de 1996 dirigido e escrito por Bille August. Foi selecionado como representante da Suécia à edição do Oscar 1997, organizada pela Academia de Artes e Ciências Cinematográficas.

## Elenco
- Ulf Friberg - Ingmar
- Maria Bonnevie - Gertrud
- Pernilla August - Karin
- Reine Brynolfsson - Tim
- Lena Endre - Barbro
- Jan Mybrand - Gabriel
- Sven-Bertil Taube - Helgum
- Björn Granath - Storm
- Viveka Seldahl - Stina
- Mona Malm - Eva Gunnarsdotter
- Hans Alfredson - Mats Hök
- Max von Sydow - Vicar
- Olympia Dukakis - Mrs. Gordon